# Sultanaat Angoche
Het sultanaat Angoche was een sultanaat in het oosten van Afrika, in het noorden van het huidige Mozambique. Het sultanaat werd in 1485 opgericht en bevond zich rond de steden Angoche en Moma. Als een van de eerste nederzettingen in de regio was Angoche in de begintijd van het sultanaat een belangrijk handelscentrum, met name voor de handel in goud en ivoor. In latere tijden werd deze handelsfunctie overgenomen door Quelimane en verloren de sultans van Angoche hun politieke invloed op de regio. Angoche bleef echter wel een belangrijk centrum voor de islam. 
Gedurende de 19e eeuw werd het sultanaat een belangrijke leverancier voor rubber, ivoor en slaven. Het feit dat het sultanaat onafhankelijk was van de Europese koloniale machten zorgde ervoor dat veel handelaren hun zaken verplaatsten van steden die onder beheersing stonden van de Portugezen naar het Sultanaat Angoche, om zo belastingen en andere verplichtingen te ontlopen. Om aan de groeiende vraag naar slaven te voldoen begon Angoche aan een expansie naar het binnenland, waar het slaven vandaan kon halen en greep kon krijgen over de karavaanroutes.
Door aanvallen van de Portugezen in de jaren 1860 kwam de slavenhandel grotendeels ten einde, maar toch lukte het de Portugezen niet om Angoche in hun macht te krijgen. Ook diverse nieuwe pogingen mislukten tot in 1910 de Portugezen het sultanaat uiteindelijk omver konden werpen en Angoche een onderdeel werd van Portugees-Oost-Afrika, dat in 1975 onafhankelijk werd als de volksrepubliek Mozambique.